# Albert Meyer (Übersetzer)
Albert Meyer (* 19. März 1893 in Langnau im Emmental; † 29. Dezember 1962 in Bern) war ein schweizerischer Lehrer und Übersetzer. Bekannt geworden ist er als Verfasser der berndeutschen Übersetzung von Homers Odyssee, die als Homer bärndütsch veröffentlicht wurde.

## Leben
Albert Meyer wurde 1893 im Emmental als Sohn eines Schmiedemeisters geboren. Nachdem er am Lehrerseminar Hofwil die Ausbildung zum Primarlehrer absolviert hatte, war er von 1913 bis 1956 Lehrer im Bauerndorf Buttenried bei Mühleberg.
Ab 1921 musste er in Montana einen längeren Kuraufenthalt verbringen. In dieser Zeit las er Homer in der Übersetzung von Voss. Er lernte als Autodidakt Altgriechisch und sammelte alle verfügbaren Homer-Übersetzungen. Während dreissig Jahren arbeitete er an der berndeutschen Nachdichtung der Odyssee in Hexametern, die 1956 abgeschlossen und 1960 veröffentlicht wurde.
Meyer wurde für seine Odyssee mit dem Schweizerischen Schillerpreis ausgezeichnet. 1958 erhielt er überdies den Literaturpreis der Stadt Bern und den Grossen Literaturpreis des Kantons Bern.